# Chmielówka (obwód iwanofrankiwski)
Chmielówka (ukr. Хмелівка) – wieś na Ukrainie, w  obwodzie iwanofrankiwskim, w rejonie bohorodczańskim.